# Кучки (Крим)
Кучка (крим. Kuçka, також Кучки) — зникле село в Бахчисарайському районі Автономної Республіки Крим, яке розташовувалося в центрі району, в 1,5 км на північний захід від села Рідне, на руслі річки Уппа.

## Історія
Документальних згадок про село Кучки, часів Кримського ханства і раніше поки, не виявлено, але, очевидно, воно відноситься до найдавніших поселень південно-західного Криму, заснованих нащадками готів і аланів, що змішалися з місцевим населенням.
За кілометр на схід від колишніх кримськотатарських селищ Кучки, у верхній течії р. Чорна у безіменній лощині розташована пам'ятка археології «Поселення Кучки». Підйомний матеріал локалізується на площі близько 3 га, знахідки належать раннім горизонтам кизил-кобинської культури. Серед знахідок — фрагменти ліпних пателень, лискованого посуду, в тому числі чаш і мисок, орнаментованих наліпами і пружками, кістки та роги оленя, мушлі равликів і мідій.
Приблизно з XII століття Кучки, як і всі навколишні поселення, входили спочатку в зону впливу, а потім і до складу християнського князівства Дорі-Феодоро. Вважається, що Чоргунський (Бібіковський) ісар XIII—XV століть (назва — на честь прізвища археолога Бібікова, який вперше досліджував і описав пам'ятник), розташований в кілометрі на південь від колишнього села, був феодальним замком, у вотчину якого, за часів Мангупського князівства, входило Кучки. Після падіння в 1475 році Мангупа село, разом з усіма землями князівства, входило до складу Мангупського кадилика санджака Кефе (до 1558 року, 1558—1774 роках — еялету) Османської імперії. Тоді ж, внаслідок тісних економічних і особистих зв'язків місцевого християнського населення з жителями Кримського ханства — мусульманами почалася поступова ісламізація греків села Кучки, так що до 1778 року, згідно з «Відомості про виведених з Криму до Приазов'я християн» О. В. Суворова від 18 вересня 1778 року жодного християнина в селі не залишилося. Хоча в кримській історії були випадки, коли греки-християни, не бажаючи покидати рідні місця, терміново приймали іслам. Офіційно до складу Кримського ханства село входило близько 9 років: від здобуття ханством незалежності в 1774 році до анексії Криму Російською імперією в 1783 році. Ідентифікувати село Кучки в перерахованих Мангупського кадилика Бахчисарайского каймаканства «Камерального Опису Криму 1784 року» поки не вдалося, але Кучки згадуються в губернаторських документах від 3 жовтня 1796 року з нагоди виділення землі надвірному раднику Оспуріну.
Після анексії Криму Російською імперією 19 квітня 1783 року, 19 лютого 1784 року іменним указом Катерини II сенату, на території колишнього Кримського Ханства була утворена Таврійська область і село було приписано до Сімферопольського повіту. Вперше позначене на карті Таврійської області з гірського училища 1792 року. Після Павловських реформ, з 1796 по 1802 рік, входила в Акмечетський повіт Новоросійської губернії. За новим адміністративним поділом, після створення 20 жовтня 1802 року Таврійської губернії, Кучки було включено до складу Чоргунської волості Сімферопольського повіту.
За «Відомості про всі селища в Сімферопольському повіті, що складаються з показань в якій волості скільки числом дворів і душ» від 9 жовтня 1805 року в селі Кучки записано, що в 18 дворах проживало 85 кримських татар — казенних селян у володінні надвірної радниці Апуріної, а на військово-топографічній карті генерал-майора Мухіна 1817 року в селі Кучки записано 16 дворів. Після реформи волосного поділу 1829 року Кучки, згідно «Відомости про казенні волостяхі Таврійської губернії 1829 року», віднесли до Байдарської волості, а, після утворення в 1838 році Ялтинського повіту, село залишилося в складі Сімферопольського, але до якої волості його приписали, поки встановити не вдалося. На карті 1842 року в селі записаний 21 двір.
У 1860-х роках, після Земської реформи Олександра II, село приписали до Каралезської волості. Згідно «Списку населених місць Таврійської губернії за відомостями 1864 року», складеному за результатами VIII ревізії 1864 року, Кучки — громадське татарське село, з 34 дворами, 254 жителями і мечеттю при фонтані (на трьохверстовій карті Шуберта 1865—1876 року в селі записано також 30 дворів). На 1886 рік в селі Кучки, згідно з довідником «Волості і важливі поселення Європейської Росії», проживало 125 людей в 38 домогосподарствах, діяла мечеть. У «Пам'ятній книзі Таврійської губернії 1889 року», складеної за результатами X ревізії 1887 року в селі Купки зафіксовано 48 дворів і 216 жителів, а на докладній карті 1890 року позначені Купки і записано 38 дворів з виключно кримськотатарським населенням.
Після Земської реформи 1890-х років село залишилося в складі перетвореної Каралезськой волості. Згідно «Пам'ятній книжці Таврійської губернії на 1892 рік», у селі Кучки, яке входило в Шульське сільське суспільство, значилося 220 жителів в 42 домогосподарствах, що володіли, спільно з селянами села Уппа 1738 десятинами землі. За «Пам'ятною книжкою Таврійської губернії на 1902 рік» в селі Кучки, значилося 220 жителів в 43 домогосподарствах. У 1912 році в селі було розпочато будівництво нової будівлі мектеби. За «Статистичним довідником Таврійської губернії. Ч. II-а. Статистичний нарис, випуск шостий Сімферопольський повіт, 1915 рік», у селі Купки Каралезської волості Сімферопольського повіту значилося 46 дворів з татарським населенням в кількості 268 осіб приписних жителів і 6 — «сторонніх». У спільному володінні було 107 десятин придатної землі, всі двори з землею. У господарствах було 52 коня, 46 волів, 25 корів, 24 телят і лошат, і 100 голів дрібної худоби.
Після встановлення в 1920 році Радянської влади в Криму була скасована волосна система і 15 грудня 1920 року, було виділено Севастопольський повіт. 23 січня 1921 року (за іншими даними 21 січня), був створений Балаклавський район. Після утворення 18 жовтня 1921 року Кримської АРСР повіти були перетворені в округи (за іншими даними в 1922 році) і в складі Севастопольського округу виділили Чоргунський район, у який увійшли Кучки, як центр Кучкської сільради (з населенням 400 осіб). 16 жовтня 1923 року рішенням Севастопольського окружкому Чоргунський район був ліквідований, створений Севастопольський район і село включили до його складу. Згідно зі списком населених пунктів Кримської АРСР по Всесоюзного перепису 17 грудня 1926 року, у селі Кучки Чоргунської (з 21 серпня 1945 року — Чорноріченської) сільради Севастопольського району було 69 дворів, з них 68 селянських, населення становило 270 осіб (136 чоловіків та 134 жінки). У національному відношенні враховано: 269 кримських татар і 1 росіянин, діяла татарська школа (з 1931 року — Балаклавського району). За даними Всесоюзного перепису населення 1939 року в селі проживало 193 людини. .
Відразу після звільнення Криму, згідно з Постановою ДКО № 5859 від 11 травня 1944 года 18 травня 1944 року всі кримські татари з села Кучки були депортовані в Середню Азію. 12 серпня 1944 року було прийнято постанову № ДОКО-6372с «Про переселення колгоспників в райони Криму», за яким в район з Воронезької області РРФСР планувалося переселити 6000 колгоспників і в вересні 1944 року в район вже прибули 8470 осіб (з 1950 року в район стали приїжджати колгоспники Сумської області УРСР). Станом на 1 вересня 1945 року в селі Кучки проживало 80 чоловік, всі росіяни, діяв колгосп ім. Чкалова. В 1946 році село називалося Будьоновка, оскільки «жителі вселені з села у Воронезькій області з такою ж назвою». З 25 червня 1946 року Кучки в складі Кримської області РРФСР. У 1954 році в селі значилося 8 господарств і 28 жителів. 26 квітня 1954 року Севастополь, у складі Кримської області, був переданий зі складу РРФСР до складу УРСР. Постановою Ради міністрів УРСР від 20 квітня 1957 року Кучки було передано до складу Куйбишевського району Кримської області. На 15 червня 1960 року в село значилося в складі Тернівської сільради.
30 грудня 1962 року, згідно з Указом Президії Верховної Ради УРСР «Про укрупнення сільських районів Кримської області», Кучки було приєднано до Бахчисарайського району. Розселено в період з 1968 року, коли Кучки ще записано в складі Тернівської сільради і 1977 роком.

### Динаміка кількості населення
| Роки      | 1805 | 1864 | 1886 | 1887 | 1892 | 1902 |
| --------- | ---- | ---- | ---- | ---- | ---- | ---- |
| Населення | 85   | ▲254 | ▼135 | ▲216 | ▲220 | 220  |
| Роки      | 1915 | 1921 | 1926 | 1939 | 1945 | 1954 |
| Населення | ▲268 | ▲400 | ▼270 | ▼193 | ▼80  | ▲28  |